# Çanakkale Onsekiz Mart Üniversitesi
Die Çanakkale Onsekiz Mart Üniversitesi (ÇOMÜ) wurde 1992 gegründet. Sie entstand aus der früheren externen Fakultät für Pädagogik der Trakya Üniversitesi auf dem Anafartalar Campus. Der Name Onsekiz Mart, deutsch „18. März“, leitet sich vom Datum des Sieges in der Schlacht von Gallipoli ab.
Die Universität verfügt über neun Fakultäten und 15 angeschlossene Fachschulen und Akademien.
- Fakultät Ökonomie und Verwaltungswissenschaft
- Fakultät für Kunsterziehung
- Fakultät Fischerei
- Fakultät Wissenschaft und Kunst
- Fakultät Theologie
- Fakultät Ingenieurwissenschaften und Architektur
- Fakultät Agrarwissenschaften
- Fakultät Medizin
- Fakultät Pädagogik

Die Universität hat den Weltkongress der Universitäten 2010 ausgerichtet, ist Mitglied im Netzwerk der Balkan-Universitäten und hat darüber hinaus bilaterale Abkommen mit Universitäten in Europa.
Informationen zum Weltkongress der Universitäten finden sich auf der Webseite der Konferenz im Internet.